# Jean V d'Oldenbourg
Pour les articles homonymes, voir Jean V.
Jean V est un prince de la maison d'Oldenbourg né en 1460 et mort le 10 février 1526 à Oldenbourg. Il règne sur le comté d'Oldenbourg de 1482 à sa mort.

## Biographie
Jean V est le fils cadet du comte Gérard « le Belliqueux » et de son épouse Adélaïde de Tecklembourg. Son père est contraint d'abdiquer en faveur de Jean et de son frère aîné Adolphe en 1482. Tous deux règnent ensemble sur l'Oldenbourg, mais Jean se montre rapidement le plus compétent des deux, et il profite de la captivité de son frère, prisonnier chez les Frisons de 1483 à 1486, pour asseoir son autorité sur le comté. Il règne seul après la mort d'Adolphe, en 1500.
Jean V se consacre à la remise en ordre de l'Oldenbourg après les coûteuses guerres de son père. Sous son règne, environ 2 500 ha de terres sont colonisées dans la région d'Elsfleth. Il déjoue les ambitions des comtes de Frise orientale en s'assurant le contrôle du Friesische Wehde (de) et de la région de Butjadingen, qui sont défendues par la forteresse d'Ovelgönne, fondée en 1514. Jean V possède ainsi les moyens financiers d'assurer sa domination sur les petits propriétaires terriens, ainsi que sur la bourgeoisie urbaine d'Oldenbourg, posant les bases de l'absolutisme dans son comté.

## Mariage et descendance
En 1498, Jean V épouse la princesse Anne (morte en 1531), fille du prince Georges Ier d'Anhalt-Zerbst. Cinq enfants sont nés de cette union :
- Jean VI (1500-1548), comte d'Oldenbourg ;
- Anne (1501-1575), épouse en 1530 le comte Ennon II de Frise orientale ;
- Georges (1503-1551), comte d'Oldenbourg ;
- Christophe (1504-1566), comte d'Oldenbourg ;
- Antoine Ier (1505-1573), comte d'Oldenbourg.